# 李鍌
李鍌（1927年5月14日—2023年8月26日），字爽秋，福建福州人，中華民國文字學家、語言學家、教師。曾任國立台灣師範大學國文系主任。生平致力於整理國字及推廣儒學文化，著有《昭明文選通假字考》、《孝經疏證》、《修定重編國語辭典》、《異體字字典》和《閩南語字彙》等。2010年獲中華民國教育部頒發教育文化專業獎章。

## 生平
李鍌出生於閩侯縣縣城（後為福州市），自幼由母親撫養，生活艱辛。民國37年（1948年），李鍌自福建省立林森師範學校肄業，參加中國青年軍。民國40年（1951年）考入臺灣省立師範學院國文系，在校表現優異，畢業時以第一名的成績分派至臺灣省立師範大學附屬中學任教。兩年後，進入臺師大國文研究所深造，歷任講師、副教授、教授、國文系主任和訓導長。
在擔任臺師大國文系主任期間，李鍌提高招收外籍留華學生的比例，增加和外國大學合作的機會，接受教育部委託研訂「常用國字標準字體表」。民國66年（1977年），李鍌從師大退休。
李鍌擔任教育部國語推行委員會主任委員計十五年，參與字辭典編輯、語文標準研訂、標點符號、部首手冊等重要工作，之後回到師大任國文系兼任教授。
2007年駁斥教育部長杜正勝所言「用成語是國文教育的失敗」的說法，主張用好成語。李鍌反對漢字拼音化，堅持教育應使用正體字，認為簡化漢字存在不少弊端。

## 榮譽
- 國立臺灣師範大學第七屆傑出校友（2007年）[12]
- 中華民國教育部教育文化專業獎章（2010年）[7]

## 備註
1. ↑  音讀、[4]，本為純粹人名用字，後為「銑」的異體[5]